# 杨朱
楊朱（约前440年—约前360年），或作陽朱，字子居或子取，是中國春秋戰國時期的一名道家的改革思想家，有云他是老子弟子，開創了楊朱學派，講究唯我论、個人主義、享樂主義、自由意志主義，成為當世顯學。

## 生平
在先秦各家的著述如《孟子》、《荀子》、《莊子》、《韓非子》、《呂氏春秋》等，其名字曾多次出現。《列子》也記下他弟弟名為「楊布」。
一說魏國人，一說秦國人，生平已不可考，楊朱的行蹤多在魯、宋、梁一帶。據《莊子》記載，他曾經見過老子。其活動的年代，比墨子稍後，而又早於孟子。楊朱學說在當時相當著名，但早已散佚不存，散見於《孟子》、《列子》、《庄子》、《吕氏春秋》、《韩非子》、《淮南子》等书中。如《列子·楊朱》篇云：楊朱曰：「伯成子高不以一毫利物，舍國而隱耕。大禹不以一身自利，一體偏枯。古之人損一毫利天下不與也，悉天下奉一身不取也。人人不損一毫，人人不利天下，天下治矣。」
楊朱學派屬道家的激進派，《孟子·滕文公》篇云：「楊朱、墨翟之言盈天下，天下之言，不歸楊，即歸墨。」可知春秋之世，楊朱之學與墨家齊驅，並屬先秦流行天下的學說。孟子说墨翟、楊朱「无父无君，是禽兽也」，是憤怒之詞，感性的攻訐大过于理性分析。但孟子也說，「逃墨必歸於楊，逃楊必歸於儒」，簡稱「逃墨歸楊，逃楊歸儒」，所以許多後人詮釋，孟子認為「楊近墨遠」，楊朱思想較接近於儒家思想。
《吕氏春秋》中的《重己》、《贵生》、《本性》、《情欲》、《尽数》等篇都受到了杨朱学派的影响，探讨了爱己、利己中的智慧与包含的“道”就是道理也就是意義。

## 思想內容
許多人認為楊朱曾和老子會面，曾受到老子思想的影響。後來，有感於動亂的環境，困惱於越來越大的社會壓力，於是棄老子學說中的部份內容，朝著「養生」、「存性」的方向不斷深化，發展成以「為我」為中心的思想體系。楊朱思想在戰國初年一度風行，與儒、墨兩家形成鼎足而三的形勢。
楊朱的思想概略，可從以下四方面見之：
1. 首先，從其中心要旨而論，楊朱學說實際是以「我」作為自然的中心。他認為人的生命，往往由於外界的蒙蔽、組織所拘束，因而無法明察生命的真象，使個人失去主體性。於是楊朱主張探求內在自我安身立命的境界，以擺脫社會的束縛，偏向於個人人性的追求。他認為只有重視人類本有的自然性，人才會快樂，才能「全生（性）保真」。
2. 其次，在政治方面，楊朱既然反對社會束縛，所以在政治上也反對強權獨佔的霸道，主張「天下為公」，要「公天下之身，公天下之物。」，就是強調公平公正，也就是強調追求公共利益、人人身份地位相對平等，及每個人的權利都應受保障，他認為一切外在的道德倫理、法律、法令及刑法等，皆不可妨害一個人的自由。政府只是象徵之存在，不可對個人過份約束。由此可見，楊朱的政治觀與現代自由意志主義有共同之處。
3. 第三，在人與人的關係上，楊朱極力主張個人的「為我」主義。他說：「古之人損一毫利天下，不與也；悉天下奉一身，不取也。人人不損一毫，人人不利天下，天下治矣。」其意為，社會是由各個「我」所組成，如果人我不相損、不相侵、不相給。如此，天下便無竊位奪權之人，便無化公為私之輩，如此社會就能太平。
4. 第四，在對生命的態度上，楊朱既重說「全性保真」，因而重視「貴生」、「樂生」。他認為人生短促，故在生時必須享盡人生之樂，所以要充分滿足慾望。[來源請求]在《列子》的楊朱篇中，他要求「豐屋、美服、厚味、姣色。有此四者，何求於外？」此種重生、貴生的激進享樂主義思想，被認為是反對儒家克制無道的慾望的禮法道德，又放棄了墨家的禁欲及道家老子的寡慾，傾向自我中心主義。

## 附註
1. ↑  一說其生卒为约公元前450年－约公元前370年